# Nabat
Nabat (ros. Набат – Alarm), znana też jako Konfederacja Grup Anarchistycznych Ukrainy Nabat – ukraińska anarchistyczna organizacja działająca w latach 1918–1920.

## Historia
Organizacja utworzona w 1918 w Charkowie, posiadała filie w Kijowie, Odessie, Jekaterynosławiu, i wielu innych miastach. W listopadzie 1918, podczas konferencji w Kursku przyjęto jako program ideowy tzw. anarchizm zjednoczony, który łączył poglądy anarchokomunistyczne i anarchosyndykalistyczne.
Wczesną wiosną 1919 Nabat nawiązał kontakt z oddziałami Nestora Machno. W maju wielu działaczy, z Wolinem na czele, udało się do Hulaj Pola, gdzie odegrali ważną rolę w kształtowaniu ideologii ruchu machnowskiego.
Nabat został rozbity w grudniu 1920 przez władze bolszewickie, które aresztowały uczestników, zorganizowanej przez Konfederację Ogólnorosyjskiej Konferencji Anarchistów.